# Ipoteza Gaia

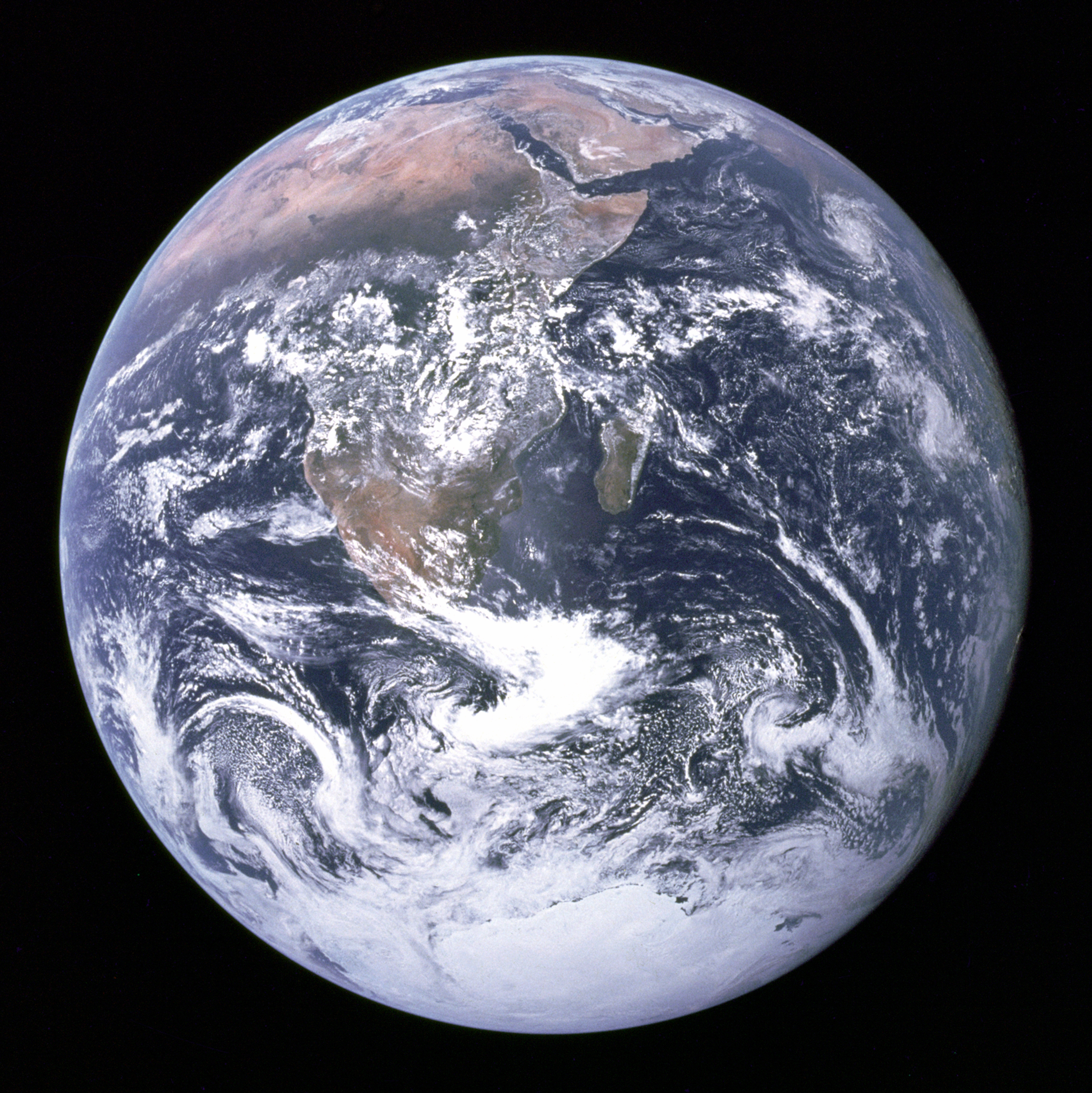
Studiul de habitabilitate planetar se bazează parțial pe extrapolarea de la cunoașterea condițiilor Pământului, așa cum Pământul este singura planetă cunoscută în prezent purtătoare de viață

Ipoteza Gaia, cunoscută și sub numele de teoria Gaia sau principiul Gaia, afirmă că organismele interacționează cu împrejurimile lor anorganice de pe Pământ pentru a forma o auto-reglare, un sistem complex care contribuie la menținerea condițiilor de viață de pe planetă. Printre subiectele de interes sunt biosfera și evoluția formelor de viață ce afectează stabilitatea temperaturii globale, salinitatea oceanului, oxigenul din atmosferă și alte variabile de mediu care afectează habitabilitatea pe Pămînt.
Ipoteza a fost formulată de către omul de știință James Lovelock și co-dezvoltată de microbiologul Lynn Margulis în 1970 . Deși versiunile timpurii ale ipotezei au fost criticate ca fiind teleologice și contraziceau principiile de selecție naturală, mai târziu au fost aduse îmbunătățiri în ideile subliniate de Ipoteza Gaia, ce au fost ulterior utilizate în discipline cum ar fi geofiziologie, știința sistemelor Pământului, biogeochimie, ecologia sistemelor, și în științele climatice. În 2006, Societatea Geologică din Londra l-a premiat pe savantul Lovelock, cu Medalia Wollaston, în mare parte pentru munca sa privind teoria Gaia.

## Vezi și
- Biocenoză
- Științele Pământului
- Ecologism
- Ecologie
- Încălzirea globală